# 小林綾子
小林綾子（日语：／ Kobayashi Ayako，1972年8月11日—）是日本女演員，出身於東京都。
她在1983年度播出的NHK 晨間小說連續劇《阿信》「童年篇」裡飾演女主角阿信，演技優異，因電視劇在日本以及許多國家播出，受到相當矚目。2013年於電影版《阿信》飾演八代美乃（阿信姊妹淘加代的母親）。畢業於立命館大學文學部英美文学學系，在大學時代曾經參加過奧克拉荷馬大學的海外語文研修。
小林綾子是在1999年6月跟大她4歲的建築師結婚，但已於2010年離婚。

## 主要出演作品

### 電視劇
- NHK 連續電視小說
  - 《阿信》 飾 阿信（童年）（1983年）
  - 《夏空》 飾 山田多美（2019年）
- NHK《命》
- NHK《遠山金四郎與女鼠小僧》系列
- TBS《冷暖人間》系列 飾本間由紀
- 富士電視台火曜時代劇《劍客生涯》（系列作　藤田真主演）的準主角
- 朝日電視台特別單元劇《台灣歌姬·鄧麗君》 飾「林女士」（鄧麗君香港經紀人）

### 電視劇以外的電視節目
- NHK教育頻道《趣味悠悠》